# رون أندرسون
رون أندرسون هو لاعب هوكي الجليد كندي، ولد في 15 نوفمبر 1948 في درايدن في كندا.

## وصلات خارجية
- رون أندرسون على موقع EliteProspects.com (الإنجليزية)
- رون أندرسون على موقع HockeyDB.com (الإنجليزية)
- رون أندرسون على موقع Hockey-Reference.com (الإنجليزية)